# (7491) Linzerag
(7491) Linzerag ist ein Asteroid des Hauptgürtels, der am 23. September 1995 am Osservatorio San Vittore in Bologna entdeckt wurde. Anlässlich des fünfzigjährigen Bestehens der Linzer Astronomischen Gemeinschaft wurde der Asteroid im Jahr 1997 „Linzerag“ benannt. Die Nummer der Asteroiden (7491) entspricht dem Gründungsjahr der Linzer Astronomischen Gemeinschaft (1947), rückwärts geschrieben.
Der mittlere Durchmesser von (7491) Linzerag wurde mithilfe des Wide-Field Infrared Survey Explorers (WISE) mit 12,935 (±3,681) Kilometer berechnet, die Albedo mit 0,043 (±0,016).
Der Himmelskörper wird der Spektral-Klasse C zugeordnet und die Absolute Helligkeit beträgt 13,2 mag.